# 21 Guns (ER)
21 Guns is de tweeëntwintigste aflevering van het twaalfde seizoen van de televisieserie ER, die voor het eerst werd uitgezonden op 18 mei 2006.

## Verhaal
Dr. Weaver heeft een gesprek met dr. Anspaugh over het plotseling vertrek van dr. Clemente. Zij merkt al snel dat het management haar hiervoor verantwoordelijk houdt. 
Taggart krijgt vandaag een nieuwe stagiaire mee om haar te laten zien wat het werk van een verpleegster inhoudt. Zij krijgt bezoek van haar ex-man Steve Curtis. Hij wordt samen met een medegevangene binnengebracht na een gevecht in de gevangenis. Dan blijkt dat de stagiaire een vriendin is van de tweede gevangene en dat zij samen willen ontsnappen uit het ziekenhuis, met gedwongen hulp van Taggart. Nadat zij de bewakers hebben overmeesterd, worden zij betrapt door dr. Kovac, De stagiaire bedwelmt hem met vecuronium. Taggart kan Steve overtuigen om dr. Kovac zo niet achter te laten. Door middel van intubatie kan dr. Kovac blijven ademen, zodat hij niet sterft. Dan verlaten de gevangenen, de stagiaire en Taggart het ziekenhuis met de tweede gevangene in een bewakerspak. Als zij net voor de uitgang zijn, worden zij betrapt en dit mondt uit in een vuurgevecht tussen de twee gevangenen en de politie. Dit vuurgevecht zorgt voor diverse gewonden, inclusief Markovic die een kind wilde beschermen. Het lukt hen uiteindelijk om toch te ontsnappen en als zij buiten aankomen bij vluchtauto, dwingen zij Taggart om ook in te stappen. Zij weigert op het eerste gezicht, maar bedenkt haar als zij zichzelf zoon Alex vastgebonden in de vluchtauto ziet zitten.
Op de SEH proberen de doktoren Markovic te redden aan zijn schotwonden. Tijdens alle drukte valt dr. Lockhart op de grond net voor de kamer waar dr. Kovac vastgebonden ligt. Hij ziet haar op de grond liggen in een plas bloed, maar kan niets doen.
Dr. Pratt vergezelt dr. Rasgotra tijdens de uitvaartplechtigheid van haar overleden man. De uitvaart wordt in besloten kring gehouden. 
Dr. Morris neemt de aangeboden baan aan bij een groot farmaceutisch bedrijf en filmt zijn laatste dag op de SEH voor de herinnering. 

## Rolverdeling

### Hoofdrollen
- Goran Višnjić - Dr. Luka Kovac
- Maura Tierney - Dr. Abby Lockhart
- Mekhi Phifer - Dr. Gregory Pratt
- Parminder Nagra - Dr. Neela Rasgrota
- Shane West - Dr. Ray Barnett
- Scott Grimes - Dr. Archie Morris
- Laura Innes - Dr. Kerry Weaver
- John Aylward - Dr. Donald Anspaugh
- Linda Cardellini - verpleegster Samantha Taggart
- Dominic Janes - Alex Taggart
- Laura Cerón - verpleegster Chuny Marquez
- Yvette Freeman - verpleegster Haleh Adams
- Montae Russell - ambulancemedewerker Dwight Zadro
- Lyn Alicia Henderson - ambulancemedewerker Pamela Olbes
- Brian Lester - ambulancemedewerker Brian Dumar
- Abraham Benrubi - Jerry Markovic

### Gastrollen (selectie)
- Garret Dillahunt - Steve Curtis
- Ernie Hudson - kolonel James Gallant
- Sheryl Lee Ralph - Gloria Gallant
- Natasha Gregson Wagner - Mary Warner
- Michael Weston - Rafe Hendricks
- Skyler Gisondo - Timmy Jankowski
- Tim Griffin - kapitein John Evans